# SV Henstedt-Ulzburg
SV Henstedt-Ulzburg e.V. é uma agremiação esportiva alemã, fundada em 1963, e sediada em Schleswig-Holstein. O clube possui cerca de 1.500 membros e departamentos de futebol, atletismo, handebol, tênis de mesa, tênis e esportes terapêuticos.

## História
O departamento de futebol foi formado em 1963 como Sportverein Henstedt-Rhen e recentemente, em 2006, avançou à Oberliga Nord. O clube manda suas partidas no Sportanlage sou Schäferkampsweg, que tem uma capacidade de 2000 espectadores.

## Títulos
- Verbandsliga Schleswig-Holstein - Campeão: 2006;